# Richard Gruelle

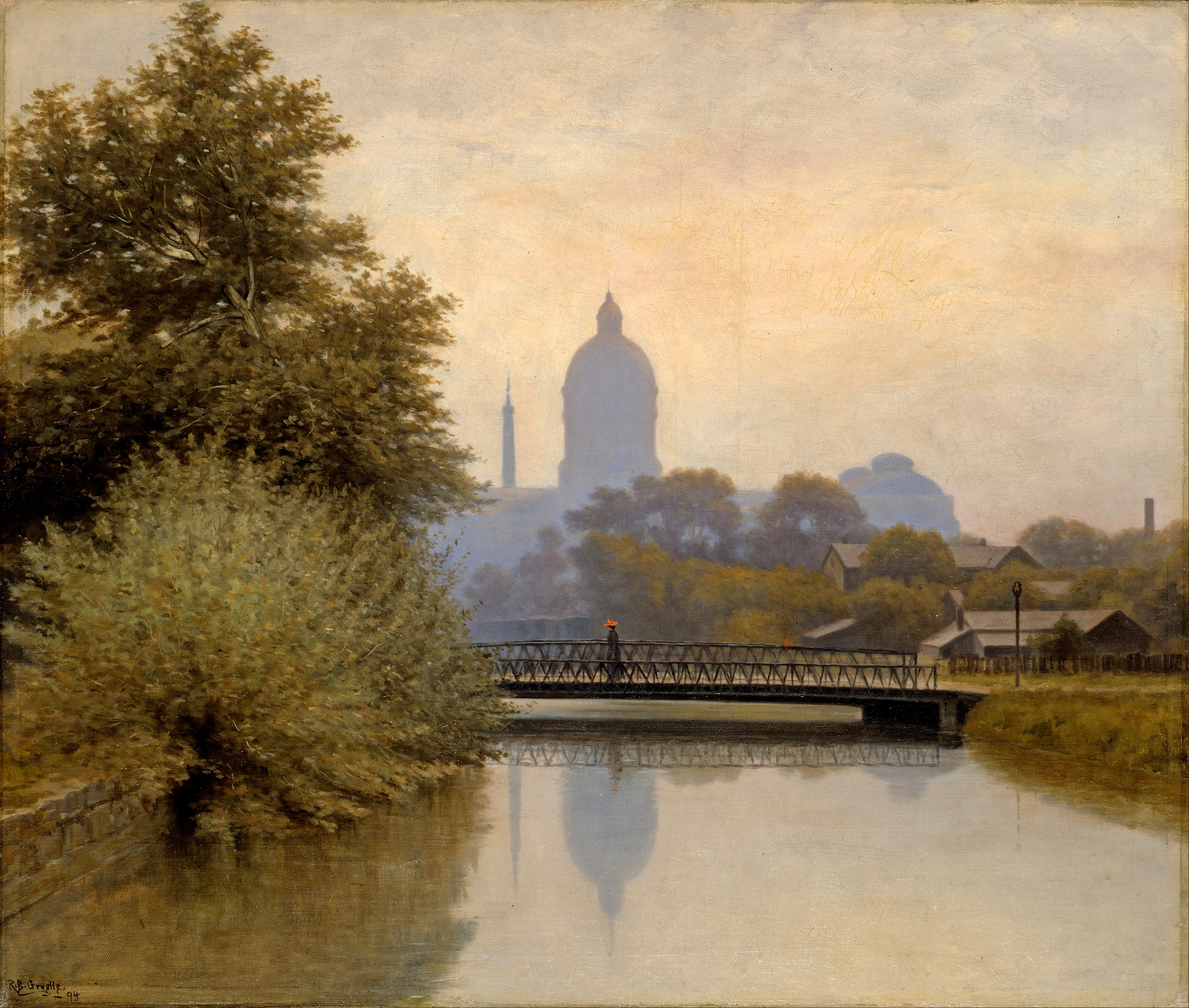
Richard Buckner Gruelle: The Canal Morning Effect, 1894. Indianapolis Museum of Art

Richard Buckner Gruelle (* 22. Februar 1851 in Cynthiana, Kentucky; † 8. November 1914 in Indianapolis, Indiana) war ein US-amerikanischer Maler, Illustrator und Autor. Er ist vor allem als Mitglied der Hoosier Group bekannt.

## Leben
Richard Gruelle wuchs ab seinem sechsten Lebensjahr in Arcola, Illinois, auf. Dort absolvierte er eine Lehre als Haus- und Schildermaler und brachte sich das Malen autodidaktisch bei. Später betrieb er sein erstes Atelier in Decatur, Illinois, wo er mit Porträts und häuslichen Szenen begann, bevor er sich der Landschaftsmalerei zuwandte. In den 1870er- und frühen 1880er-Jahren arbeitete er unter anderem für einen Stahl-Safe-Hersteller in Ohio und in Florida. 1882 zog er nach Indianapolis, Indiana, und etablierte sich dort als Landschaftsmaler. 1891 illustrierte er zwei Gedichte von James Whitcomb Riley: When the Frost Is on the Punkin und The Old Swimmin’-Hole. 1895 veröffentlichte er das kunsthistorische Werk Notes, Critical and Biographical: Collection of W. T. Walters. Ab 1897 unternahm er regelmäßig Malreisen an die Ostküste, unter anderem nach Gloucester und Cape Ann. 1905 zog er nach New York City, kehrte jedoch 1907 nach Indianapolis zurück. 1910 ließ er sich mit seiner Familie in Norwalk, Connecticut, in der Nähe der Künstlerkolonie Silvermine nieder. Während eines Familienbesuchs in Indianapolis erlitt er im Juli 1912 einen Schlaganfall und starb. Er wurde auf dem Crown Hill Cemetery beigesetzt.

## Werk

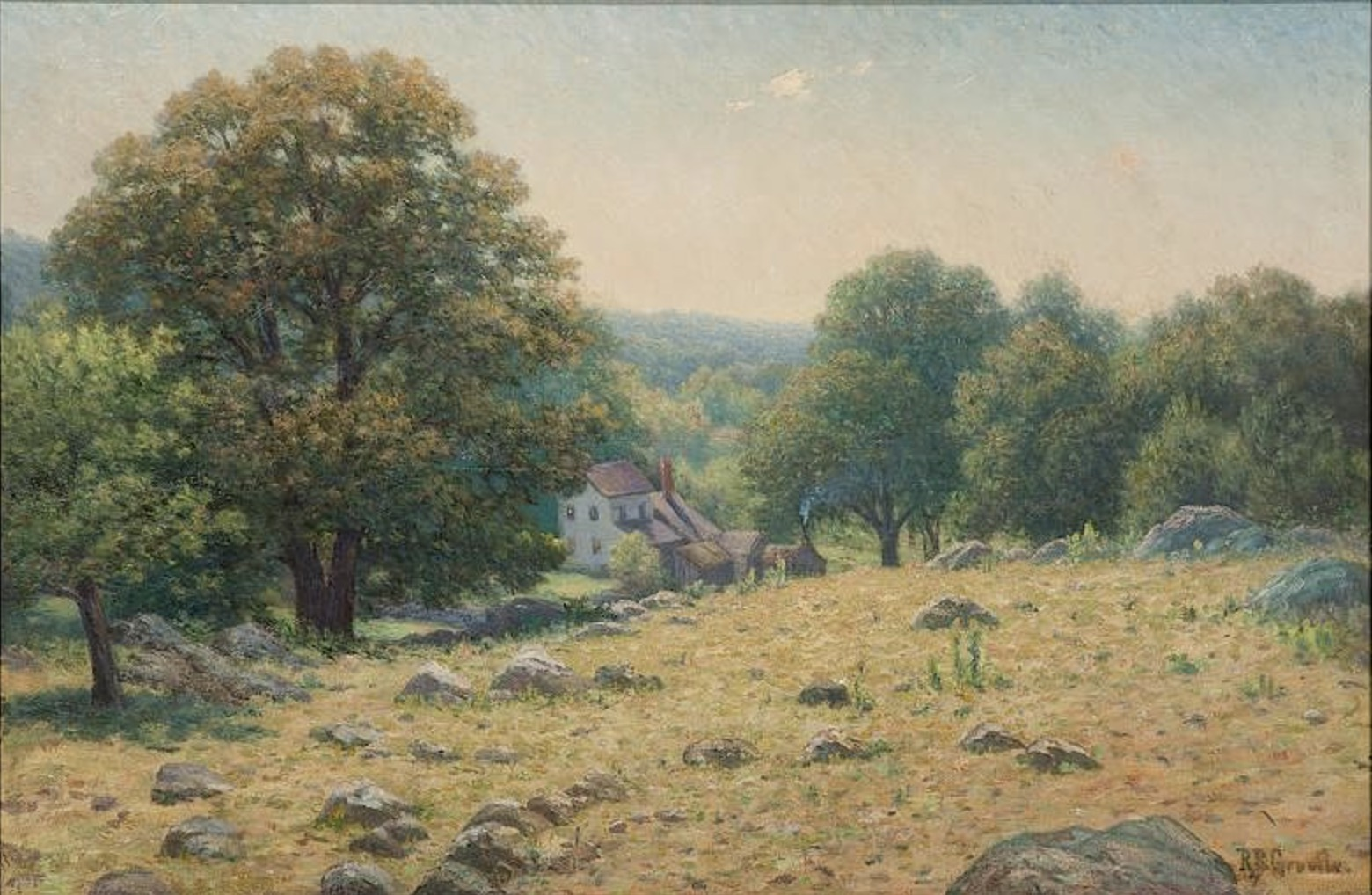
Richard Buckner Gruelle: Landschaft mit Bauernhof

Richard Gruelle gilt als Vertreter des American Impressionism in Verbindung mit der Hoosier Group, der auch T. C. Steele, William J. Forsyth, J. Ottis Adams und Otto Stark angehörten. Er war der einzige Künstler dieser Gruppe ohne europäische Ausbildung. Seine bevorzugten Motive waren pastorale Landschaften und maritime Szenen, die er in den Techniken Öl, Aquarell und Gouache ausführte. Sein Meisterwerk ist The Canal – Morning Effect (1894), das die Skyline von Indianapolis zeigt und sich heute im Indianapolis Museum of Art befindet. Richard Gruelle stellte überwiegend in Einzel- und Gruppenausstellungen in Indianapolis und New Canaan (Connecticut) aus, gelegentlich auch bei der Society of Western Artists sowie auf Weltausstellungen, beispielsweise auf der Louisiana Purchase Exposition im Jahr 1904.